# Jassem Salem
Jassem Salem (Arabic:جاسم سالم) (sinh ngày 27 tháng 2 năm 1997) là một cầu thủ bóng đá người Các Tiểu vương quốc Ả Rập Thống nhất. Hiện tại anh thi đấu ở vị trí tiền vệ cho Shabab Al-Ahli.